# Primi du Nord
Le primi du Nord (ou prinmi du Nord, pumi du Nord) est une langue tibéto-birmane parlée  en Chine, dans le Sud-Ouest du Sichuan et dans le Nord-Ouest du Yunnan, par environ 35 000 Primi, que les Chinois appellent Pumi.

## Classification interne
Le primi du Nord appartient au groupe des langues qianguiques à l'intérieur de la famille des langues tibéto-birmanes.
C'est l'une des deux langues primi (en), avec le primi du Sud. 

## Phonologie
Les tableaux présentent les phonèmes vocaliques et consonantiques de la variété de primi du Nord parlée à Jiulong.

### Voyelles
|         | Antérieure                    | Centrale          | Postérieure             |
| ------- | ----------------------------- | ----------------- | ----------------------- |
| Fermée  | i [i] ĩ [ĩ] ɿ [ɿ] y [y] ỹ [ỹ] |                   | ɯ [ɯ] ɯ̃ [ɯ̃] u [u] ũ [ũ] |
| Moyenne | e [e] ẽ [ẽ]                   | ə [ə] ə̃ [ə̃]       | ø [ø] ø̃ [ø̃] o [o] õ [õ] |
| Ouverte | ɛ [ɛ] ɛ̃ [ɛ̃]                   | ɐ [ɐ] a [a] ã [ã] | ɑ [ɑ] ɑ̃ [ɑ̃]             |

### Consonnes
|               |               | Bilabiales | Alvéolaires | Alvéolaires | Postalv.  | Rétrofl.  | Dorsales  | Dorsales | Dorsales |
| ------------- | ------------- | ---------- | ----------- | ----------- | --------- | --------- | --------- | -------- | -------- |
| Centrales     | Latérales     | Bilabiales | Palatales   | Vélaires    | Postalv.  | Rétrofl.  | Uvulaires |          |          |
| Occlusives    | Sourde        | p [p]      | t [t]       |             |           |           |           | k [k]    | q [q]    |
| Occlusives    | Aspirées      | ph [pʰ]    | th [tʰ]     |             |           |           |           | kh [kʰ]  | qh [qʰ]  |
| Occlusives    | Sonore        | b [b]      | d [d]       |             |           |           |           | g [g]    |          |
| Fricatives    | sourdes       | f [f]      | s [s]       | ɫ [ɫ]       | ɕ [ɕ]     | ʂ [ʂ]     | ʃ [ʃ]     | x [x]    |          |
| Fricatives    | Sonore        |            | z [z]       |             | ʑ [ʑ]     | ʐ [ʐ]     | ʒ [ʒ]     | ɣ [ɣ]    |          |
| Affriquées    | Sourdes       |            | ts [t͡s]     |             | tɕ [t͡ɕ]   | tʂ [t͡ʂ]   | tʃ [t͡ʃ]   |          |          |
| Affriquées    | Aspirées      |            | tsh [t͡sʰ]   |             | tɕh [t͡ɕʰ] | tʂh [t͡ʂʰ] | tʃh [t͡ʃʰ] |          |          |
| Affriquées    | Sonores       |            | dz [d͡z]     |             | dʑ [d͡ʑ]   | dʐ [d͡ʐ]   | dʒ [d͡ʒ]   |          |          |
| Liquides      | Liquides      |            |             | l [l]       |           |           |           |          |          |
| Nasales       | Simples       | m [m]      | n [n]       |             | ɳ [ɳ]     |           |           | ŋ [ŋ]    |          |
| Nasales       | Dévoisées     | m̥ [m̥]      | n̥ [n̥]       |             | ɳ̥ [ɳ̥]     |           |           | ŋ̥ [ŋ̥]    |          |
| Semi-voyelles | Semi-voyelles | w [w]      |             |             |           |           | j [j]     |          |          |

### Une langue tonale
Le primi du Nord est une langue tonale qui possède trois tons différents dont les valeurs sont 55, 35 et 11.

## Sources
- (zh) Huang Bufan (Éditeur) et Xu Shouchun, Chen Jiaying, Wan Huiyin, 1992, A Tibeto-Burman Lexicon, Pékin: Presses de l'Université Centrale des Minorités  (ISBN 7-81001-347-5)